# Kirsten Wall
Pour les articles homonymes, voir Wall.
Kirsten Wall est une curleuse canadienne née le 27 novembre 1975 à Milton, en Ontario. Elle a remporté la médaille d'or du tournoi féminin aux Jeux olympiques d'hiver de 2014 à Sotchi, en Russie.